# Какар
क (какар, ककार) — первый согласный деванагари. Возникла из буквы брахми 𑀓 (ка) через букву гупты . От неё произошли буква гуджарати ક (какко) и буква моди 𑘎. Акшара-санкхья — 1 (один).

Какар Нагари
Какар Ранджана
Лигатура Нгка

## Нумерация Арьябхата
- Ка (क) — 1 (१). Ки (कि) — 100 (१००). Ку (कु) — 10 000 (१० ०००). Кри (कृ) — 1 000 000.

## В грамматике хинди
Ка, кэ, ки — адъективизирующие послелоги, часто употребляются в значении окончания родительного падежа.
- का (ка)— адъективизирующий послелог перед существительными м.р., ед.ч., стоящими в прямой форме.
- के (кэ) — адъективизирующий послелог перед существительными м.р., ед.ч., стоящими с послелогом или с сущ. мн. ч. с послелогом или без.
- की (ки) — адъективизирующий послелог перед сущ. ж.р.
- को (ко) — послелог соответствующий винительному и дательному падежу в русском языке.